# Serge Ier (pape)
Pour les articles homonymes, voir Serge Ier.
Serge Ier (en latin Sergius), né vers 650, est le 84e pape, du 15 décembre 687 au 8 septembre 701. Son pontificat est dominé par sa réponse au quinisexte, dont il refuse d'accepter les canons. Il est célébré le 8 septembre par l'Église catholique.

## Jeunesse
Serge vient d'une famille syrienne d'Antioche qui s'installe à Palerme en Sicile. Il quitte la Sicile et arrive à Rome durant le pontificat d'Adéodat II. Il gravit les rangs du clergé puis le pape Léon II l'ordonne cardinal-prêtre de Santa Susanna, le 27 juin 683,. Il reste cardinal-prêtre de Santa Susanna jusqu'à son élection en tant que pape.

## Élection
Serge Ier doit son élection, en tant que successeur du pape Conon, aux intrigues habiles contre 
Pascal et Théodore II, les deux autres candidats considérés dorénavant comme antipapes par l'Église.
Théodore avait déjà été candidat au pontificat, à la mort de Jean V. Par des manœuvres politiques, Conon lui est préféré. À la mort de Conon, en 687, Théodore essaie à nouveau de se tenir dans l'opposition à la papauté afin de se faire élire. Pascal Ier, lui, était un archidiacre, soutenu par une minorité du clergé tandis que Théodore était le candidat de l'aristocratie romaine. Selon le Liber Pontificalis, les partisans de Pascal et Théodore s'emparent des différentes parties du palais du Latran et élisent simultanément les deux hommes. Comme aucun des deux n'est disposé à céder la place à l'autre, ils sont enfermés pendant le combat pour le contrôle de la basilique de Santo Stefano al Monte Celio. Pendant ce temps, pour régler la situation, les magistrats romains, les représentants de la garnison, la majorité des membres du clergé et les citoyens rencontrés dans le palais impérial élisent finalement Serge, le conduisent au Latran et forcent l'accès pour installer Serge Ier,.
Pascal est finalement enfermé dans un monastère en raison d'accusations de sorcellerie. Quant à Théodore, encore une fois, il reconnaît le nouveau pape et renonce à son siège.

## Pontificat
Serge Ier est consacré le 15 décembre 687 ce qui achève le dernier sede vacante (siège vacant) de la papauté byzantine. « Après les morts de certains pontifes, Osporco, un romain, succède à la papauté ; mais à cause de son appellation incongrue, il prend le nom de Serge, ce qui est l'origine du changement de nom des papes à la suite de leur élection au pontificat,. »

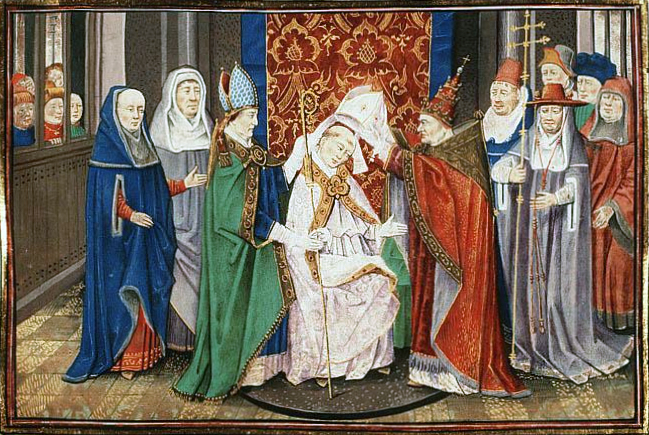
St Hubert de Liège consacré évêque par le pape Serge Ier.

Le 10 avril 689, Serge Ier baptise le roi du Wessex Cædwalla à Rome. Il ordonne également Willibrord d'Utrecht comme évêque des Frisons et, selon le Liber Pontificalis, Bertwald en tant archevêque de Cantorbéry.
Serge fonde la diaconie de la Santa Maria in Via Lata sur la Via del Corso de la Flaminia Porta à la colline du Capitole à Rome, qui englobe un quart de la ville et se  développe durant le VIIIe siècle. Il restaure et embellit également la basilique Santi Cosma e Damiano,.

## Réponse au concile Quinisexte
Serge Ier n'assiste pas au consile quinisexte de l'an 692, convoqué par l'empereur byzantin Justinien II, qui ne rassemble que des évêques orientaux. L'empereur réunit ce concile pour mettre fin à la décadence des mœurs qui afflige, selon lui, l'Empire : il veut réformer le droit canonique. Serge Ier y envoie des légats apostoliques ainsi qu'un apocrisiaire[réf. nécessaire] et Basile l'évêque de Gortyne (de) en Crète qui finit par y souscrire comme « tenant lieu de l'ensemble du synode de la sainte Église romaine ». Serge Ier, lui-même, rejette certains canons du concile, bien qu'il continue à supporter l'unité politique avec Constantinople : certaines mesures comme l'autorisation du mariage des prêtres étant contraires aux usages de Rome et de l'Occident, il refuse de les entériner. Plusieurs autres décisions étaient contraires à l'orthodoxie romaine, comme la possibilité pour un homme de rejeter sa légitime épouse, même si les orientaux tenaient cet homme pour adultère et lui imposaient une longue pénitence avant d'être réintégré à la communion ; l'interdiction de représenter l'image du Christ comme Agneau de Dieu ; et le fait que Constantinople devrait jouir des mêmes privilèges que l'ancienne Rome. On ne sait pas à quels canons précis s'oppose Serge mais il déclare « qu'il préfère mourir plutôt que de consentir aux nouveautés erronées. »
Toutefois, le concile quinisexte approuve 85 des Canons apostoliques, tandis que Serge n'aurait admis que les cinquante premiers. Sans doute, la plus grande partie de la résistance découle de doctrines et de pratiques différentes entre l'Est et l'Ouest. Par exemple, les diacres romains se voient interdits de vivre avec leurs épouses après leur ordination. Les prêtres romains ne peuvent avoir été mariés deux fois avant leur ordination. Les chrétiens romains ne peuvent jeûner le samedi de Grand Carême et ils sont autorisés à consommer du sang animal. Ces pratiques ainsi que d'autres diffèrent des canons de Trullo.
Dans une étape symbolique et importante, Serge déclare son soutien pour le chant « Agneau de Dieu qui enlève le péché du monde, aie pitié de nous » à la fraction de l'hostie pendant la messe et restaure la façade en mosaïque endommagée dans l'atrium de la basilique Saint-Pierre qui dépeint le culte de l'Agneau ; la représentation du Christ comme l'agneau avait été interdite par le concile. L'Agnus Dei aurait été chanté en grec et en latin au cours de cette période au même titre que d'autres changements liturgiques. Serge Ier compose lui-même une litanie en grec (figurant dans le Psautier d'Æthelstan) destinée à être récitée à la fête de tous les saints.
Furieux, l'empereur byzantin Justinien II envoie son magistrianus, également nommé Serge, à Rome pour arrêter l'évêque Jean de Portus, le principal légat du pape lors du troisième concile de Constantinople et Boniface, le conseiller du pape. Les deux dignitaires sont ramenés à Constantinople en avertissement au pape. Par la suite, Justinien II ordonne l'arrestation de Serge Ier et son enlèvement pour Constantinople par son violent garde du corps le protospathaire Zacharias, pour le faire comparaître devant le tribunal impérial, comme on avait procédé avec le pape Martin Ier en 653. Toutefois, les milices de l'exarchat de Ravenne et du duché de Pentapole font échouer l'opération. Dans sa tentative d'arrêter le pape, Zacharias perd presque sa propre vie. Plutôt que de jouer sur le sentiment anti-byzantin, Serge Ier fait de son mieux pour étouffer la tentative d'enlèvement.
Pour finir, Serge Ier, introduit dans l'Église romaine, la célébration de la dormition de la Vierge Marie (15 août), fête déjà répandue dans l'Église d'Orient. Un siècle plus tard, dans l'Église latine, on parlera plutôt d'Assomption. Il institue également la fête de la Nativité de la Vierge Marie.
Serge Ier décède le 8 septembre 701. Son successeur sera Jean VI.

## Culte
Serge Ier est vénéré comme saint par l'Église catholique comme par l'Église orthodoxe. Sa mémoire liturgique est célébrée le 8 septembre.
Le Martyrologe romain mentionne : « 8 septembre - À Rome auprès de saint Pierre, la déposition de saint Serge Ier, pape, qui, d'origine syrienne, s'est dédié de toutes ses forces à l'évangélisation des Saxons et des Frisons, et a fait face à plusieurs controverses et discordes, préférant mourir que d'approuver des erreurs. »